# Luigia Giuli Vaccolini
Luigia Giuli Vaccolini (Ravenna, 1º maggio 1749 – Roma, 5 febbraio 1811) è stata un'artista italiana.

## Biografia
Luigia Vaccolini nacque a Ravenna il 1º maggio 1749 da Dionigi Vaccolini e Anna Artusi, parrocchia di San Giovanni in Fonte.
Probabilmente in giovane età si trasferì a Roma se dobbiamo dar credito alle parole dell'abate Missirini: "Nata in Ravenna ed educata a Roma"
Poco prima del 1780 sposò Girolamo Giuli da Senigallia, spesso indicato come "romano", in quanto Senigallia era all'epoca sotto lo Stato della Chiesa.
Nel 1780 la coppia appare nello Stato delle Anime di Sant'Andrea delle Fratte alla salita di San Giuseppe, man dritta.
A partire dal 1784 i coniugi Giuli si trasferirono a San Lorenzo in Lucina, Luigia divenne la governante di casa di Antonio Canova, mentre Girolamo una sorta di factotum a metà fra il cocchiere e l'aiuto bottega. Importante per il Canova fu l'assistenza che la coppia gli fornì nel 1785 quando cadde gravemente ammalato di una "malattia mortale complicatissima".
Luigia non fu solo governante di casa Canova ma fu anche amica, confidente ed allieva dello scultore; copiò alcune opere pittoriche dell'artista, in particolar modo creò molte copie dell'autoritratto del Canova che ancora oggi circolano sul mercato antiquario. Così come una "Maddalena penitente" abbozzata da Luigia durante il prolungato soggiorno in Veneto (1798-1799) e poi ritoccata e conclusa dal Canova.
Colpita da tisi negli ultimi anni di vita, morì il 5 febbraio 1811, lasciando Antonio Canova in una terribile prostrazione; il marito Girolamo Giuli la seguì nella tomba nel successivo anno, il 15 ottobre 1812.
Canova volle ricordarla unitamente alla madre Angela Zardo in un cenotafio, il famoso Cenotafio alle due madri, abbozzato in gesso nel 1812 e poi riutilizzato dal Canova di lì ad alcuni anni per una committenza milanese nella cosiddetta Stele Traversa.
Il cognome della donna è costantemente storpiato in "Boccolini" anche nella più recente bibliografia; l'errore partì dall'errata trascrizione presente nell'atto di morte di Luigia Giuli che molti biografi del Canova evidentemente consultarono. L'unico autore ottocentesco a riportare correttamente la forma in "Vaccolini" è stato il ravennate Filippo Mordani che scrisse della donna: «Luigia Vaccolini, Ravennate pittrice, e moglie a Girolamo Giuli, per la bontà della medesima ebbe modo, di venire presto nella grazia e nell'amore del maestro».